# Drama in der Eiger-Nordwand
Drama in der Eiger-Nordwand (Originaltitel: The Beckoning Silence) ist ein britischer Dokumentarfilm von Joe Simpson aus dem Jahr 2008, der die dramatischen Ereignisse des Erstbesteigungsversuchs der Eiger-Nordwand von 1936 nachzeichnet, bei dem die Bergsteiger Toni Kurz, Andreas Hinterstoißer, Willy Angerer und Edi Rainer ums Leben kamen. Der Film entstand nach Simpsons Buch Im Banne des Giganten. Der lange Weg zum Eiger und gewann 2008 einen International Emmy Award.

## Handlung
In dieser Dokumentation erzählt der britische Bergsteiger Joe Simpson die Geschichte, die ihn seit seinen Kindertagen begleitet. Durch einen Kletterunfall, bei dem er vor über zwanzig Jahren in Peru fast sein Leben verloren hatte, fühlt er sich den Männer von damals verbunden. Mit Vierzehn hatte er die Geschichte von Toni Kurz gelesen, die viel über Freundschaft, Mut und die Kraft des menschlichen Geistes erzählt. Das hat ihn zum Klettern animiert und ist für ihn, im Nachhinein betrachtet, auch ein wenig seine Geschichte.
Joe Simpson hatte sein Leben damit verbracht auf Berge in aller Welt zu steigen. So fasziniert ihn auch der Eiger, dessen Nordwand von je her zu den größten Herausforderungen für einen Bergsteiger zählt. Es ist eine 2000 Meter hohe Felswand, die nur wenig Sonne zu sehen bekommt und stellenweise stets vereist ist. Mehr als 60 Menschen sind hier schon ums Leben gekommen. Unter diesen war auch der Berchtesgadener Toni Kurz, der 1936 mit seinem Bergführer Andreas Hinterstoißer aufbrach, die Eiger-Nordwand zu bezwingen. Nachdem 1935 eine Erstbesteigung der Nordwand durch Max Sedlmayr und Karl Mehringer tödlich ausging, waren sie die Zweiten, die diesen Versuch wagten. Auf ihrem Weg schlossen sich ihnen die Österreicher Willy Angerer und Edi Rainer an. Alle galten als sehr erfahrene und geübte Bergsteiger, doch die schwierigen Bedingungen der Eiger-Nordwand wurden auch ihnen zum Verhängnis und alle vier kamen ums Leben. Joe Simpson hat sich 2007 aufgemacht den Berg in seinem siebten Versuch zu bezwingen. Stets hatten ihn widrige Witterungsbedingungen dabei gestoppt. Er möchte Stationen der Kletterer von 1936 nacherleben und beginnt direkt in der Nordwand, wo man mit einem Zug durch einen Tunnel, der mit einer Ausstiegsluke versehen ist, hingelangen kann. Ein Ausstieg ermöglicht so, den Berg bereits von 500 Metern Höhe aus zu besteigen. Simpson beginnt hier seine Tour zusammen mit einem Bergführer. Im Gegensatz zu den Erstbesteigern 1936 gibt es heute ein permanent gespanntes Sicherungsseil, das eine 30 Meter breite glatte Felsplatte, die Rote Fluh, umspannt und den Kletterern Sicherheit gibt. In 1000 Meter Höhe angekommen beginnt das erste große Eisfeld, das aufgrund beginnender Sonneneinstrahlung am oberen Rand von Eis- und Geröllabstürzen bedroht wird. 1936 wurde hier Willy Angerer von einem Stein am Kopf getroffen, was in der Folge mit zum Scheitern der Unternehmung beitrug.
Joe Simpson hat seine Besteigung der Eiger-Nordwand in Etappen geplant. Nach der Bezwingung der Rote Fluh und dem ersten Eisfeld, lässt er sich mit einem Hubschrauber am nächsten Tag zum zweiten Eisfeld fliegen. Von hier aus rekonstruiert er die Strecke, die Kurz und seine Kameraden am zweiten Tag ihres Unternehmens bewältigt hatten. Im Gegensatz zum Besteigungsversuch der Eiger-Nordwand 1936 weiß Simpson, wo die gefährlichsten Stellen sind und kann sich darauf einstellen.
In der Dokumentation kommentiert Simpson parallel zu seinen Stationen 2007, den gesamten Weg der Kletterer, die, gehandicapt durch Angerers Verletzungen, damals beim Abstieg nicht den gleichen Weg nehmen können, wie beim Aufstieg. Die Rote Fluh war ohne besondere Hilfsmittel nicht noch einmal passierbar. Auf dem neu gewählten Weg wurde die Gruppe von einer Lawine überrascht und drei der Männer kamen ums Leben. Toni Kurz kämpft an einem Seil hängend ums Überleben und obwohl eine Rettungsmannschaft zu ihm unterwegs war, konnte die ihn nicht erreichen. Simpson muss hier an seinen eigenen Unfall denken und fühlt sich Kurz deshalb so nah, weil er dessen Gefühle sehr stark nachvollziehen kann: Die Ohnmacht und Hilflosigkeit, der man in einer solchen Situation ausgesetzt ist. Der Kampf ums Überleben ließ Kurz die ganze Nacht durchhalten und sogar wieder ein Stück nach oben klettern. Trotz erfrorener Finger schaffte er es, sein Seil so weit zu verlängern, damit die Rettungsmannschaft ihn erreichen kann, doch ein Knoten im Seil macht alle Hoffnung zunichte. Entkräftet stirbt Toni Kurz am fünften Tag der Bergtour.
Erst 1938, zwei Jahre später, gelingt einem Team deutscher und österreichischer Bergsteiger die erfolgreiche erste Besteigung des Eigers über dessen Nordwand.
Joe Simpson stellt abschließend fest, dass Bergsteiger das tun, was sie lieben, aber oftmals einen zu hohen Preis dafür bezahlen.

## Hintergrund
Drama in der Eiger-Nordwand als eine Mischung aus Drama, Dokumentation und Abenteuer wurde 2007 von Darlow Smithson Productions im Auftrag von Channel 4 und Discovery Channel produziert und am Eiger in den Berner Alpen (Schweiz) gedreht.
Die Erstausstrahlung war in Großbritannien am 22. Oktober 2007 auf Channel 4 und in Deutschland am 3. Februar 2008 auf Arte. Am 29. August 2008 erfolgte durch Polyband die Veröffentlichung als DVD, die als Specials das Making-of, sowie ein Interview mit Sir Chris Bonington enthält.

## Kritiken
Das Lexikon des Internationalen Films urteilte: „Dokumentarisches Bergdrama, das seinem Protagonisten auch dazu dient, die eigenen Dämonen zu überwinden. Dabei stellt sich auch die Frage, was Menschen umtreibt, sich immer wieder einer tödlichen Gefahr auszusetzen.“